# Erzincan
Erzincan ([eɾˈzindʒan], dawna Arsinga) – miasto we wschodniej Anatolii, w Turcji, położone na wysokości 1185 m n.p.m. Ludność: 107,2 tys. (2000).
Miasto położone jest na bardzo aktywnym sejsmicznie uskoku tektonicznym – uskoku północnoanatolijskim. Wielokrotnie nawiedzane było przez bardzo silne trzęsienia ziemi, m.in. wstrząs z 26 grudnia 1939, w wyniku którego zginęło ponad 30 tys. osób a zniszczeniu uległo 120 tys. budynków. Ostatnie większe trzęsienie ziemi wystąpiło tu w 1992 roku.